# Phaea brevicornis
Phaea brevicornis är en skalbaggsart som beskrevs av Chemsak 2000. Phaea brevicornis ingår i släktet Phaea och familjen långhorningar.
Artens utbredningsområde är Venezuela. Inga underarter finns listade i Catalogue of Life.